# William Fuller
William Henry Fuller, Jr. (nacido el 8 de marzo de 1962) es un deportista estadounidense retirado. Jugó fútbol americano a nivel estudiantil con los Tar Heels de la Universidad de Carolina del Norte en Chapel Hill (UNC) y como profesional en la National Football League (durante trece temporadas) en la posición de defensive end. Fuller fue reconocido como un jugador All-American con UNC. Su carrera deportiva a nivel profesional la comenzó jugando para el equipo Philadelphia/Baltimore Stars de la United States Football League (USFL), y después de ser seleccionado en la primera ronda del Draft Suplemental de la NFL de 1984, jugó con los equipos Houston Oilers, Philadelphia Eagles y San Diego Chargers de la NFL. A lo largo de su carrera deportiva y después de su retiro profesional, Fuller ha realizado un trabajo considerable recaudando fondos para la investigación de la diabetes.